# Música leve

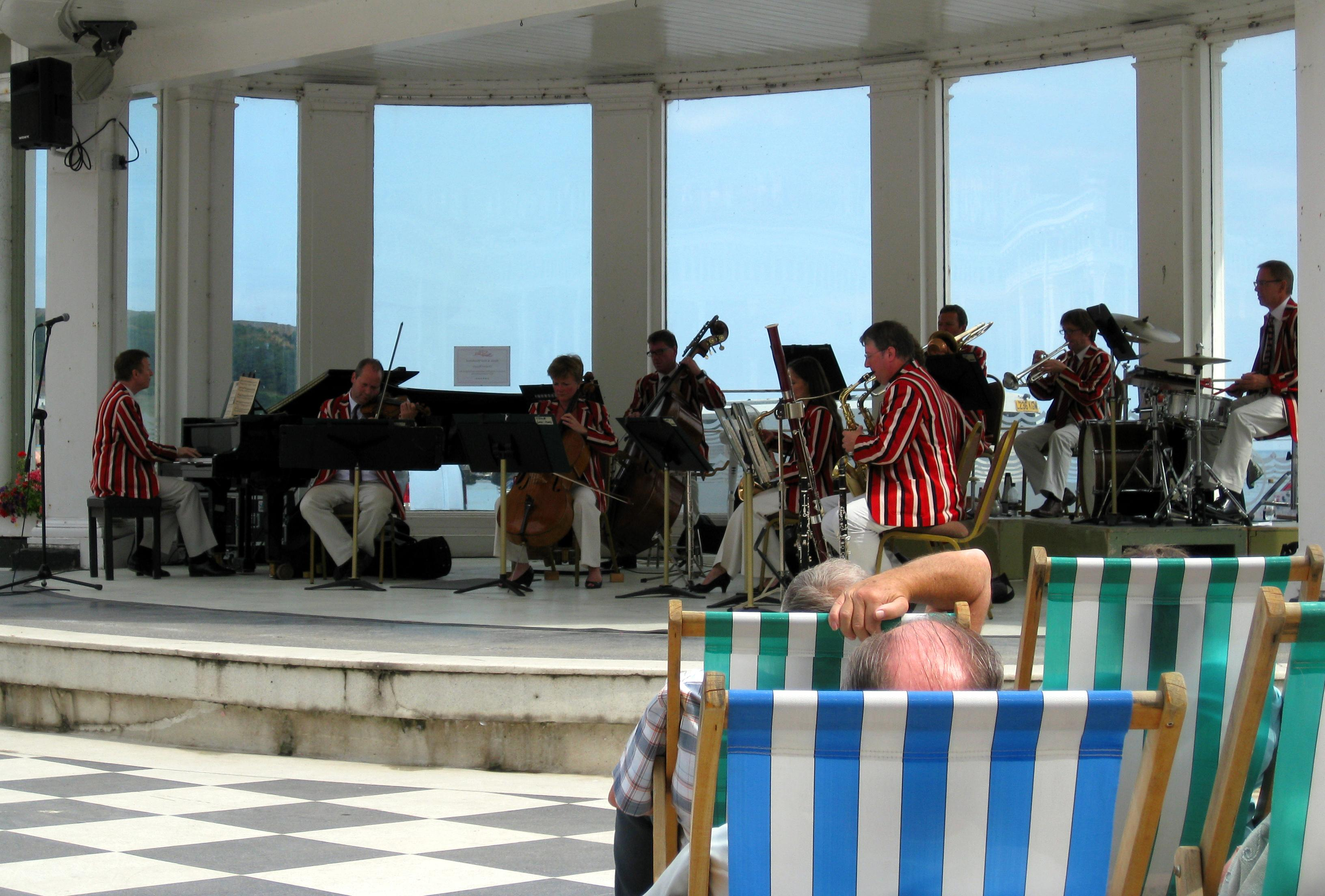
A [//en.wikipedia.org/wiki/The_Spa,_Scarborough Scarborough Spa Orquestra], a última sobrevivente das orquestras à beira-mar, num concerto de música leve, em agosto de 2009.

Música leve é um termo genérico aplicado a um estilo musical de música orquestral "leve", que se originou no século XIX e continua até os dias de hoje, especialmente no Reino Unido. O seu auge ocorreu em meados do século XX.
O estilo é uma forma menos "séria" de música clássica ocidental, geralmente com peças orquestrais e suites compostas para atrair um público mais amplo do que o mais as composições mais sérias. O gênero foi especialmente popular durante os anos iniciais da radiodifusão, com rádios como a BBC Light Program, cujas músicas eram majoritariamente leves.
Ocasionalmente conhecida como música de humor ou música de concerto, a música leve é muitas vezes agrupada ao easy listening, embora esta designação seja enganosa. Apesar de ser principalmente um fenômeno britânico, a música leve foi também popular nos Estados Unidos e na Europa continental, e muitas composições do gênero ainda são familiares devido à sua utilização como temas de cinema, rádio e televisão.

## References
1. ↑  Geoffrey Self, Light Music in Britain Since 1870: A Survey (Ashgate, 2001)
2. ↑  Lamb, Andrew (2002).